# Jolin Tsai
Jolin Tsai (蔡依林, * 15. září 1980) je tchajwanská Mandopop zpěvačka.

## Profil
- Rodné jméno: 蔡宜凌 (Cài Yī-líng)
- Umělecké jméno: 蔡依林 (Cài Yī-lín)
- Místo a datum narození: Sin-čuang, Nová Tchaj-pej, Tchaj-wan, 15. září 1980
- Výška: 158 cm
- Váha: 41 kg
- Rodina: rodiče, starší sestra
- Nejvyšší dosažené vzdělání vzdělání: Fu Jen Catholic University
- Znalost jazyků: čínština, angličtina

## Diskografie

### Studiová alba
| Album | Informace                                                            |
| ----- | -------------------------------------------------------------------- |
| 1st   | 1019 - Datum vydání: 10. září, 1999 - Label: Universal               |
| 2nd   | Don't Stop - Datum vydání: 26. duben, 2000 - Label: Universal        |
| 3rd   | Show Your Love - Datum vydání: 22. prosinec, 2000 - Label: Universal |
| 4th   | Lucky Number - Datum vydání: 7. červenec 2001 - Label: Universal     |
| 5th   | Magic (看我72變) - Datum vydání: 7. březen 2003 - Label: Sony        |
| 6th   | Castle (城堡) - Datum vydání: 27. únor 2004 - Label: Sony            |
| 7th   | J-Game - Datum vydání: 25. duben 2005 - Label: Sony BMG              |
| 8th   | Dancing Diva (舞孃) - Datum vydání: 12. květen 2006 - Label: Capitol |
| 9th   | Agent J (特務J) - Datum vydání: 2007 - Label: Capitol                |
| 10th  | Butterfly (花蝴蝶) - Datum vydání: 2009 - Label: Warner              |
| 11th  | Myself - Datum vydání: 2010 - Label: Warner                          |
| 12th  | Muse - Datum vydání: 2012 - Label: Warner                            |
| 13th  | Play (呸) - Datum vydání: 2014 - Label: Warner                       |